# Campeonato Goiano de Futebol de 1994
O Campeonato Goiano de Futebol de 1994 foi a 51º edição da divisão principal do campeonato estadual de Goiás. O campeão foi o Goiás que conquistou seu 13º título na história da competição. O Vila Nova foi o vice-campeão. Os artilheiros do campeonato foram Baltazar, jogador do Goiás, e Bé, do Vila Nova, ambos com 25 gols marcados.

## Premiação
| Campeonato Goiano de 1994  |
| Goiânia                    |
| -------------------------- |
| Goiás Campeão (13º título) |